# Kevin Kaarl
Kevin Eduardo Hernández Carlos (Meoqui, Chihuahua, 15 de mayo de 2000), más conocido como Kevin Kaarl, es un cantante, guitarrista, compositor y músico mexicano. Se especializa en el género de música folk. Lanzó su primer sencillo «Amor viejo» el 18 de septiembre de 2018 y empezó a captar la atención del público, consiguiendo más de siete millones de visualizaciones en YouTube. Meses después, en diciembre de ese mismo año, saltó a la fama con la publicación de «Vámonos a marte» sencillo que alcanzó más de veintitrés millones de reproducciones en YouTube y 104 millones en Spotify. Logró reconocimiento internacional gracias a la viralización de las redes sociales.En 2023 fue el primer ganador del Premio Rolling Stone en Español al artista promesa del año.
Durante su infancia y adolescencia participó en coros y bandas musicales. A los 7 años entró a un grupo juvenil en Meoqui; en la primaria, entró al coro de esa misma escuela, y años después entró a otra banda de su ciudad. En 2014 dejó de tocar la guitarra y de cantar para iniciar un proyecto de fotografía y cine. Previo a iniciar su carrera musical, retomó la guitarra, mientras que su hermano gemelo Bryan, inició actuando con la trompeta quien también hace segunda voz en sus presentaciones en vivo.
Kevin estudiaba la carrera de ciencias de la comunicación debido a su interés por la fotografía, el cine y el periodismo antes de dedicarse completamente a la música. Dentro de sus influencias musicales se encuentran la música norteña, clásica y rock, sin embargo, los principales géneros que forman su discografía incluyen el folk, indie y alternativo. El 27 de noviembre de 2020, lanzó el vídeo musical de la canción «Es que yo te quiero a ti» como muestra de apoyo a las mujeres víctimas de feminicidio. En 2023, la revista Billboard, lo reconoció como uno de los 23 artistas latinos que más impacto tuvieron en la música.
Kaarl cuenta con 3 álbumes de estudio: Hasta el fin del mundo (2019), París, Texas (2022) y Ultra Sodade (2025). Además de 1 extended play, San Lucas (2019). Entre sus canciones más populares se encuentran temas como; «San Lucas», «Vámonos a marte», «Colapso», «Es que yo te quiero a ti», «Si supieras», «Toda esta ciudad», «Amor viejo», «Abrazado a ti», «Mujer distante», «Tu si eres real», «Cómo me encanta». Varios de ellos han entrado al Top 10 en diferentes países; «Vámonos a marte» alcanzó la posición número uno en el Top 40 Charts en Chile, por su parte «San Lucas» también logró el número uno en las listas del Youtube Top 100 Songs en México. Además de cantar en español, también canta en inglés y ha compuesto temas como «Next to you», «Good times» y «Selfish pretty girl». También ha colaborado con artistas como Leon Bridges, Daniel, Quién o El Guincho.Ha ganado popularidad internacional al presentarse fuera de México, en países como Estados Unidos, y en Europa, en lugares como España y Alemania, así como en países de Sudamérica, tales como Argentina, Paraguay, Chile, Colombia, Perú y Ecuador. También ha tocado en festivales musicales como el Vive Latino, el Pal Norte o el Primavera Sound.

## Biografía y carrera

### 2001-2018: primeros años e inicios musicales
Kevin Eduardo Hernández Carlos nació el 15 de mayo de 2000 en Meoqui, Chihuahua, siendo hermano gemelo de Bryan Kaarl. Desde muy temprana edad, manifestó un fuerte interés por la música, siendo miembro de distintas bandas musicales escolares. En una entrevista de 2022, comentó que estuvo en grupos de música norteña durante su niñez y adolescencia junto a su hermano, en los que aprendió a tocar distintos instrumentos, entre ellos la guitarra y la trompeta.
Al crecer se inclinó más hacia la guitarra y, cuenta que, empezó a escribir canciones por aburrimiento en su cuarto y por hobbie decidió subirlas a su canal de YouTube e inesperadamente comenzó a tener muchas visualizaciones, cosa que hizo que se enfocara más en este proyecto musical independiente. Antes de este proyecto Kevin estaba interesado en comenzar un proyecto de fotografía. En 2018, junto a su hermano, que se desempeña como su trompetista y segunda voz, empezó su proyecto musical, Kevin Kaarl, lanzando en YouTube su primera canción «Amor viejo», la cual superó las 19 millones de vistas.

### 2019-2021:HEFDMySan Lucas
En 2019, su álbum debut, Hasta el fin del mundo, fue estrenado, en él se incluyeron sencillos como, «Si supieras», «Vámonos a marte» y «Colapso», superando los 100 millones de reproducciones en plataformas digitales. Más tarde ese mismo año, el 7 de noviembre, lanzaría un EP titulado San Lucas, del cual destacaron sencillos como «San Lucas» y «Abrazado a ti». También lanzó diferentes canciones, tales como «Next to you», sencillo que canta en inglés, «Quédate» y «Más y más», en una colaboración con Sebastián Romero.
En 2020, lanzó el sencillo «Es que yo te quiero a ti», durante la pandemia por COVID-19. En el clip de este sencillo, Kevin retrató en compañía y a favor de la organización sin fines de lucro Justicia para nuestras hijas, el dolor sufrido por las familias que pierden a un ser querido debido a la inseguridad.
Durante 2021, Kevin solo lanzó dos trabajos más, «Por ti me quedo en San Luis», junto a Un León Marinero y «Toda esta ciudad». Además, participó en el álbum del músico mexicano, Daniel Quién, Aroma a nostalgia, en la canción «Dime que siempre vamos a estar juntos». Ese mismo año, se anunció que sería parte del listado de artistas en el festival Vive Latino 2022.

### 2022-2024:París, Texas

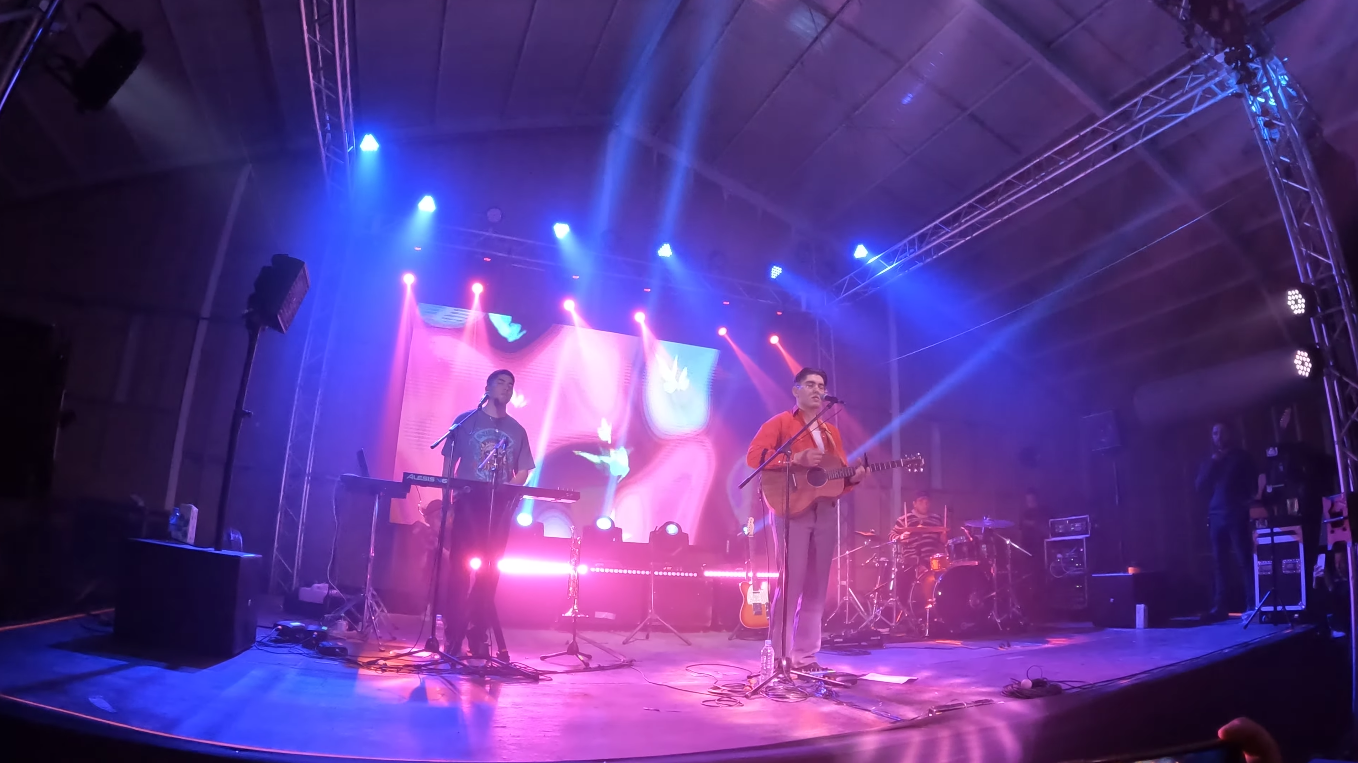
Kevin Kaarl en el París, Texas Tour, en Quito, Ecuador, 2022.

El 14 de junio de 2021, Kevin dio a conocer que estaba componiendo un siguiente álbum, sin embargo, no fue hasta el 28 de julio de 2022 que anunciaría la fecha de lanzamiento, el 25 de agosto de 2022, lanzando en dicha fecha su segundo álbum de estudio, París Texas.
El 2 de junio se estrenó el vídeo musical de «Como me encanta» en YouTube como el sencillo que daría apertura al nuevo álbum. París Texas estuvo inspirado en la película del mismo nombre. El álbum está conformado por 13 canciones incluyendo sencillos como «Como me encanta». Las canciones más escuchadas fueron «Te quiero tanto», «Siente más», «Llora más» y «Nunca te supe cuidar».
La mayoría de las canciones de París Texas fueron escritas y producidas por Kaarl, sin embargo también se incluyeron temas como «Cuéntame una historia de rencor» en colaboración con el español El Guincho. Del mismo modo se tuvo la participación del productor estadounidense Chris Coadi en canciones como «¿Por qué no me comprendes?» y «Nunca te supe cuidar». Ese mismo año, en 2022 dio a conocer su primera gira internacional donde se presentó en ciudades estadounidenses como Los Ángeles, Las Vegas, Houston, Nueva York y Chicago, y en Europa en países como España y Alemania, además de América Latina y México.

## Estilo musical e influencias
Kevin Kaarl mezcla el folk y el indie alternativo en la mayoría de sus canciones, sean en español o en inglés. En la colaboración que ha hecho con Un León Marinero en «Por ti yo me quedo en San Luis» no ha cambiado su tipo de estilo, ya que ambos comparten la misma vibra musical, interpretando así una canción folk.
En primera instancia él y su hermano Bryan, realizaban covers de cantantes como Christian Nodal, Chalino Sánchez, y canciones típicas del norte de México. Para el álbum París, Texas, Kaarl incluyó nuevos géneros musicales tales como el pop, música alternativa y dream pop.  La banda estadounidense, The Lumineers también sirvió como soporte de inspiración para el extended play, San Lucas al cual dio un toque de estilo de música campirana, incorporando la música folclórica combinándola con el country. Otro artistas que inspiran a Kevin son David Bowie y Beach House haciendo referencia a ellos en su álbum Paris, Texas. La canción «Como me encanta» tiene acordes similares a «Heroes». ola

## Otras actividades

### Filantropía y activismo
En noviembre de 2020, publicó su sencillo «Es que yo te quiero a ti», más tarde a finales del mismo mes lanzó un videoclip, en donde se señala la violencia contra la mujer, el feminicidio y la desaparición forzada de mujeres en México. En el vídeo se muestra a una madre intentando buscar a su hija, haciendo conciencia del problema social tomando mayor seriedad para los jóvenes. Con respecto a la canción, Kevin comentó: «El significado de «Es que yo te quiero a ti» es muy fuerte porque refleja el miedo, la impotencia, la tristeza y el enojo que sienten las personas cuando les quitan a un ser querido», la canción hace referencia a la búsqueda de personas que no regresaron a casa, así como de temas sentimentales y personales. La idea original de realizar el vídeo con este tema fue propuesta por Bruno Gaeta y Renata Rojas, directores del videoclip. Además el dinero recaudado de las visualizaciones de «Es que yo te quiero a ti» fueron destinadas a la organización no gubernamental mexicana Justicia para nuestras hijas.

### Trabajos de fotografía y cine
En 2018, durante sus estudios en ciencias de la comunicación, empezó dirigiendo videoclips; trabajó en la dirección de un vídeo musical alternativo del sencillo «Fuentes de ortiz» del cantante Ed Maverick, el cual fue lanzado ese mismo año. Finalmente, el video fue retirado por decisión de Kevin, por desacuerdos con Ed.
Posteriormente, al mudarse a la ciudad de Chihuahua, Kaarl se introdujo en la composición de su propia música con canciones como «Baby blue» o «Amor viejo», al mismo tiempo que estudiaba. Empezó realizando algunos videoclips y fotografías con la ayuda de sus amigos de su ciudad, y con una vieja cámara lumix de su hermano mayor. El 18 de septiembre de 2018 publicó su primer vídeo lírico de la canción «Amor viejo» alcanzando más de 33 millones de vizualizaciones en YouTube.

## Vida personal

### Relaciones amorosas
Desde 2020, Kevin lleva una relación con la abogada Ashley Loya, quien también actúa en diferentes vídeos musicales, tales como en «San Lucas» y «Te quiero tanto».

### Salud
En una entrevista para Roberto Martínez, en su podcast Creativo, Kaarl mencionó que durante la Pandemia de COVID-19 sufrió de ansiedad y depresión lo que lo llevó a sentirse desorientado, perder su personalidad y a la decisión propia de raparse. Su mánager tomó la iniciativa de llevarlo a terapia con un psicólogo para tratar de resolver los problemas que Kevin estaba transitando. En la entrevista también comentó haberse sentido acosado a causa de la fama que estaba obteniendo debido a sus múltiples éxitos musicales.

## Discografía
| Álbumes de estudio - 2019: Hasta el fin del mundo - 2022: París, Texas - 2025: Ultra Sodade | EPs - 2019: San Lucas |

## Giras musicales
Principales
- 2019: San Lucas Tour[58]
- 2022: París, Texas Tour[59]
- 2025: Ultra Sodade Tour

## Videografía
Videos musicales
| Año  | Canción                    | Otro Artista(s) | Álbum                  |
| ---- | -------------------------- | --------------- | ---------------------- |
| 2018 | «Amor viejo»               | Ninguno         | Sin álbum              |
| 2018 | «Vámonos a marte»          | Ninguno         | Hasta el fin del mundo |
| 2019 | «Colapso»                  | Ninguno         | Hasta el fin del mundo |
| 2019 | «Mujer distante»           | Ninguno         | Hasta el fin del mundo |
| 2020 | «San Lucas»                | Ninguno         | San Lucas              |
| 2020 | «Es que yo te quiero a ti» | Ninguno         | Sin álbum              |
| 2022 | «Toda esta ciudad»         | Ninguno         | Sin álbum              |
| 2022 | «Como me encanta»          | Ninguno         | París, Texas           |
| 2022 | «Siente más»               | Ninguno         | París, Texas           |
| 2023 | «Te quiero tanto»          | Ninguno         | París, Texas           |
| 2023 | «Mis compas tan aquí»      | Ninguno         | Sin álbum              |
| 2023 | «Me va a costar»           | Ninguno         | Sin álbum              |

## Premios y nominaciones
Premios
| Año  | Entrega      | Categoría            | Nominación  | Resultado | Ref.   |
| ---- | ------------ | -------------------- | ----------- | --------- | ------ |
| 2023 | Eliot Awards | Beat 4 Like          | Kevin Kaarl | Ganador   | [ 60 ] |
| 2023 | Premios RSEE | Promesa de la música | Kevin Kaarl | Ganador   | [ 61 ] |

Nominaciones
| Año  | Entrega          | Categoría                  | Nominación  | Resultado | Ref.   |
| ---- | ---------------- | -------------------------- | ----------- | --------- | ------ |
| 2022 | MTV EMAs         | Mejor artista latino norte | Kevin Kaarl | Nominado  | [ 62 ] |
| 2023 | MTV EMAs         | Mejor artista latino norte | Kevin Kaarl | Nominado  | [ 63 ] |
| 2023 | Premios Juventud | Regional mexicano          | Kevin Kaarl | Nominado  | [ 64 ] |